# بوش دو نوئل
بوش دو نوئل (به فرانسوی: Bûche de Noël) یک نوع دسر سنتی است که در ایام کریسمس در کشور فرانسه صرف می‌شود. نوع سنتی کیک معمولاً کیک جنوایی یا دیگر انواع کیک اسفنجی است. شکل ظاهر این کیک به مانند یک کندهٔ درخت است. این کیک معمولاً با شکلات یا کرم کره پوشیده شده و با پودر قند به عنوان نمادی از برف، قارچهای درست شده از مرنگ، تمشک تازه و شاخه‌های فرعی تزیین می‌شود.

## نگارخانه

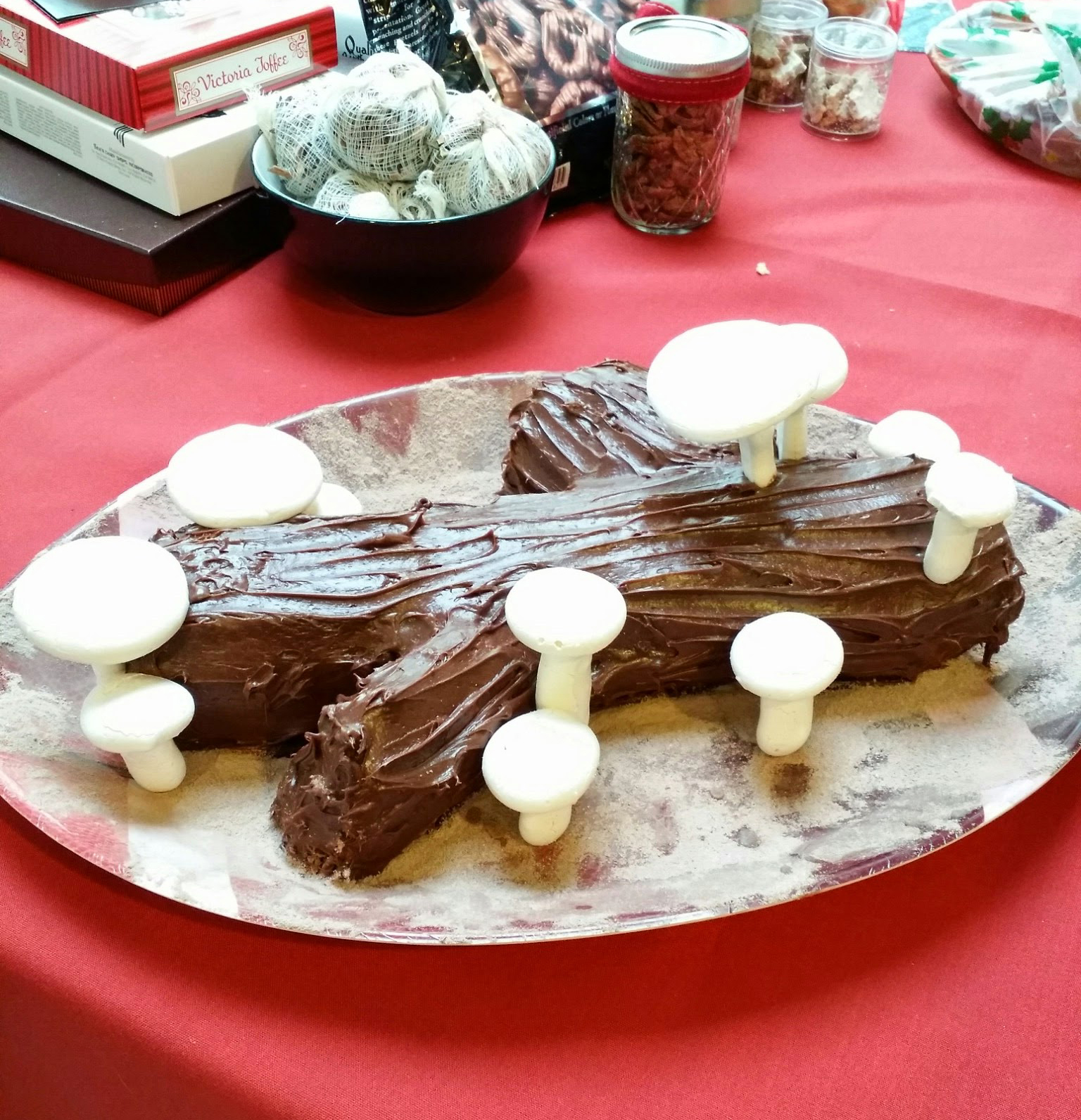
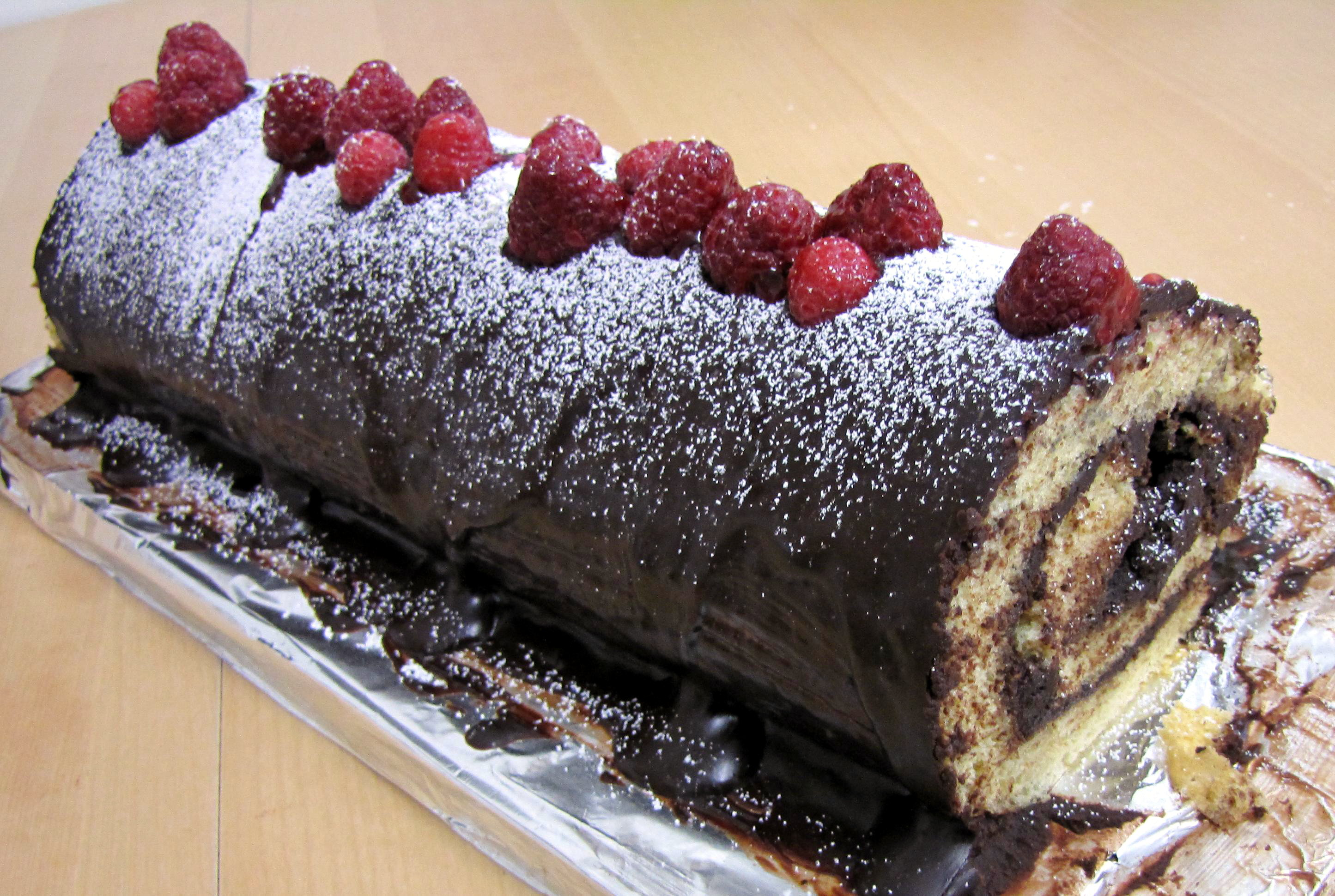
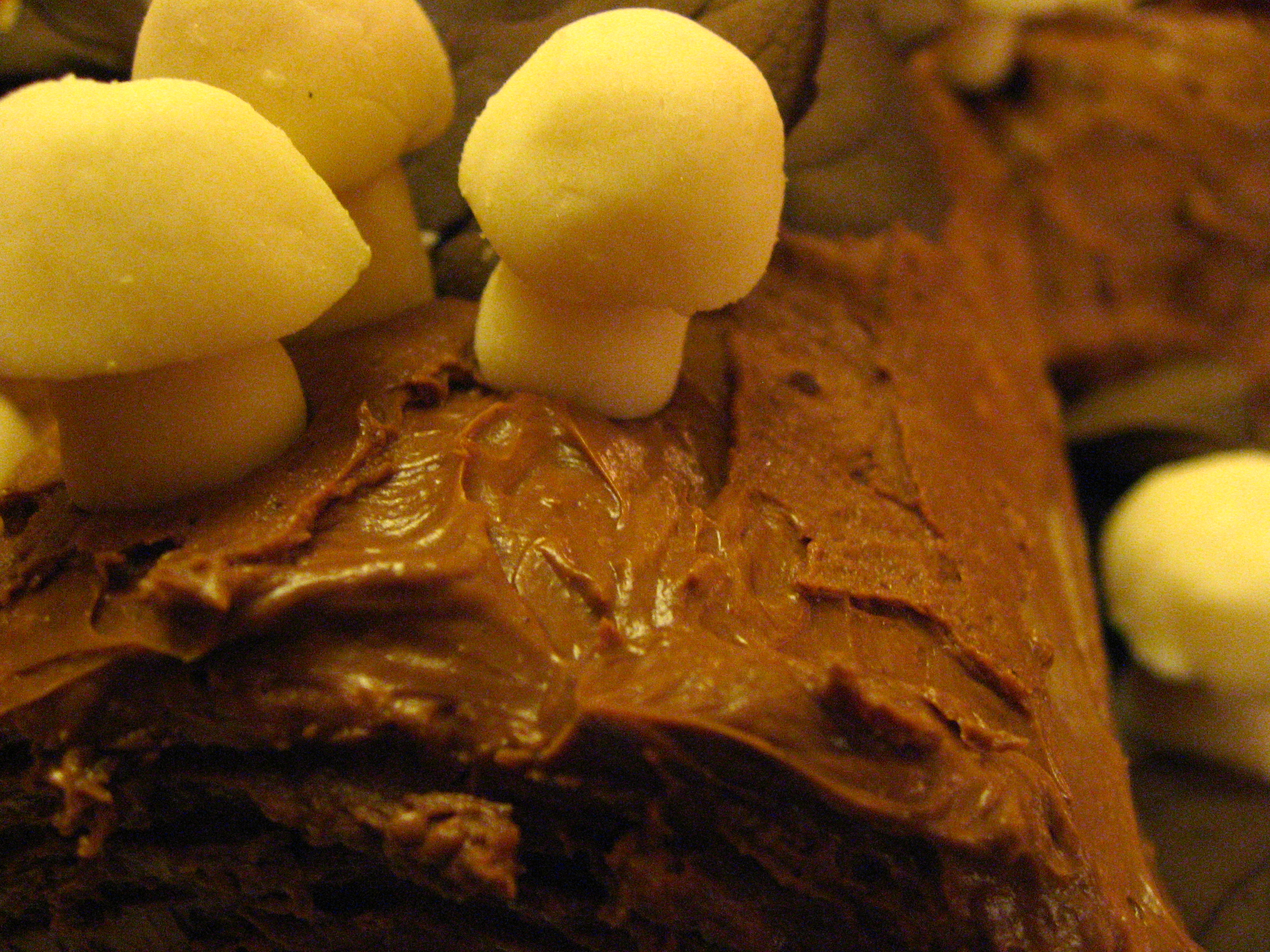
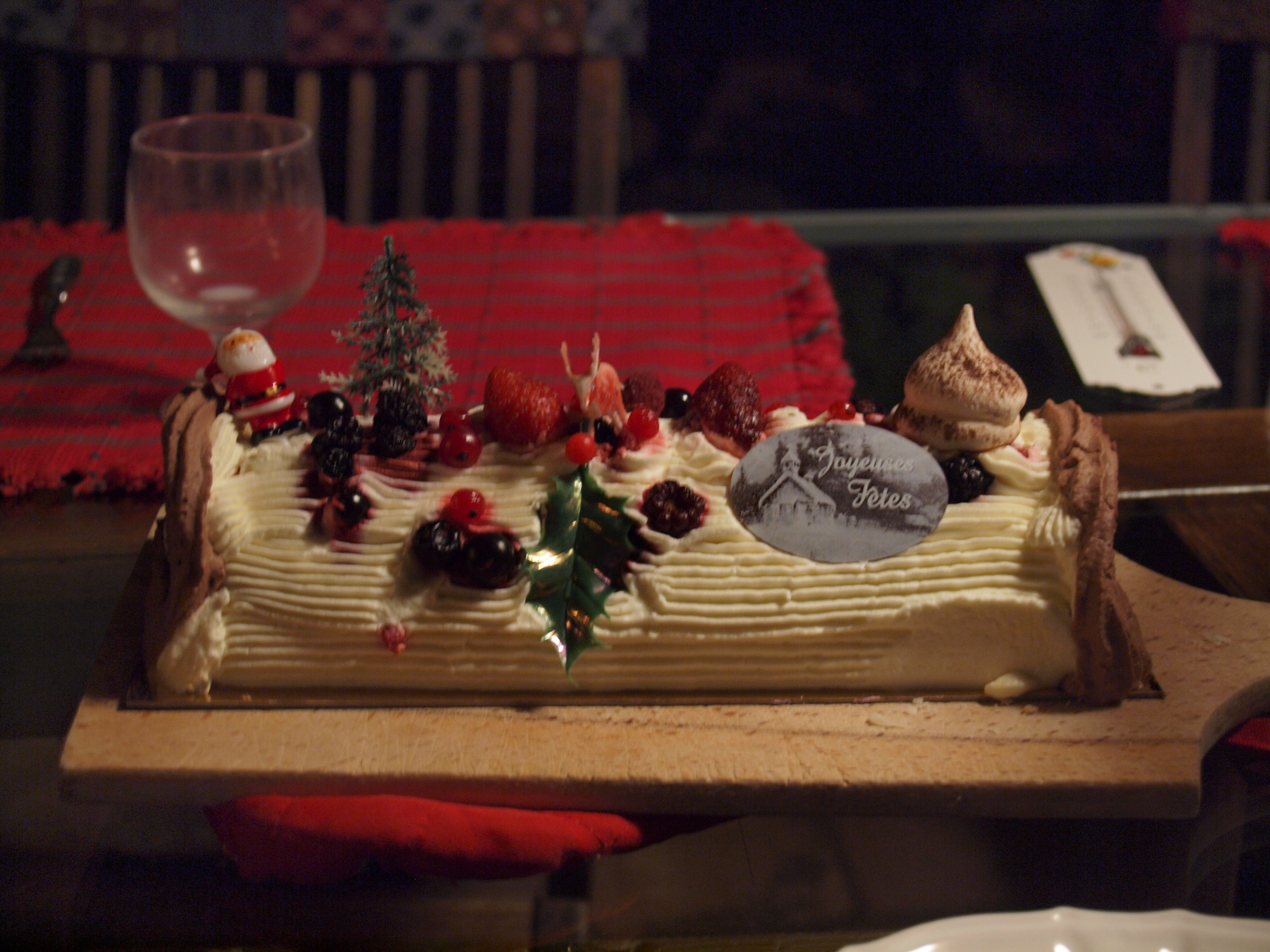
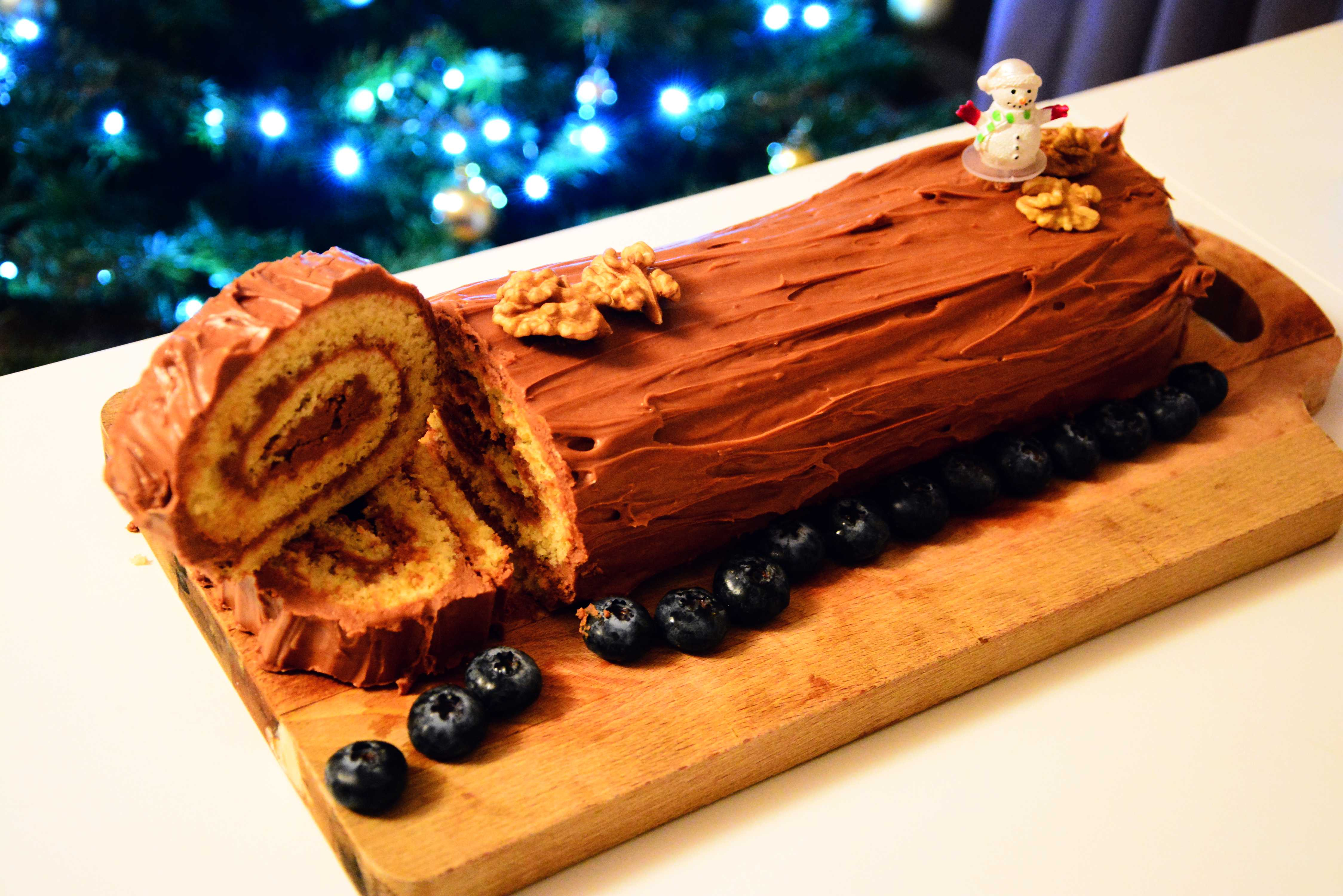